# Piero Campos
Piero Matias Campos Moreno (Rengo, 28 de enero de 1992) es un exfutbolista chileno, que jugaba de volante.

## Trayectoria
Nacido en Rengo, Piero mostro una gran pasión por el futbol desde pequeño, sus inicios estuvieron en el club Norte Verde de la localidad de Choapino en Rengo.

### O'Higgins
Llegaría a O'Higgins en el año 2006 con tan solo 14 años después de haber probado suerte en las pruebas y haber quedado. En el año 2010 sería subido al primer equipo aunque no debutaria en el club hasta 2012 donde jugaría Copa Chile no lograría debutar en Primera División.

### Unión Temuco
Partiria a Prestamo a Unión Temuco de la Primera B donde jugaría muy poco, apenas 6 partidos divididos en liga y copa, para cuando llego de vuelta, el club ya no lo tenía considerado.

### Deportes Temuco
Campos ficharia por Club de Deportes Temuco donde tendría sus mejores años incluso saldría campeón de la Primera B de Chile 2015-16.

### Ñublense
Sería Cedido a Club Deportivo Ñublense para que sumará minutos teniendo en cuenta que Club de Deportes Temuco ya tenía un equipo para participar en Primera, no jugaría mucho debido a las lesiones.

### Iberia
Volvería a ser cedido esta vez para Iberia donde tampoco jugaría mucho debido a lesiones.

### Retiro
Finalmente se retiraría en 2018 luego de no tener cavida en Temuco y sumado a lesiones no pudo continuar así que tomó la decisión de que finalizado su contrato se iría, poniendo así fin a su carrera.

## Clubes
| Club                  | País  | Año       |
| --------------------- | ----- | --------- |
| O'Higgins             | Chile | 2010-2012 |
| Unión Temuco          | Chile | 2013      |
| Deportes Temuco       | Chile | 2013-2016 |
| Ñublense              | Chile | 2016-2017 |
| Iberia de Los Ángeles | Chile | 2017      |
| Deportes Temuco       | Chile | 2018      |

## Palmarés

### Campeonatos nacionales
| Título    | Club            | País  | Año     |
| --------- | --------------- | ----- | ------- |
| Primera B | Deportes Temuco | Chile | 2015-16 |